# Willem Frans Thooft
Willem Frans Thooft (Amsterdam, 10 juli 1829 – Rotterdam, 2 september 1900) was een Nederlands componist en pianist.
Hij was zoon van makelaar Philippus Jeremias Thooft en Maria Elisabeth Roos, wonende aan de Herengracht bij het Reguliersplein. Hijzelf bleef ongehuwd.
Het zag er niet naar uit dat hij in de muziekwereld terecht zou komen. Zijn eerste studie gingen richting rechtswetenschappen. Toch ging hij in Rotterdam in de leer bij Charles van der Does en Johannes Franciscus Dupont. Later trok hij naar Leipzig om er gaan te studeren bij Hauptmann en Ernst Friedrich Richter en verbleef perioden in Parijs en Düsseldorf. In 1856 was hij terug in Rotterdam.
Oeuvre (selectief):
- opus 2: Polonaise voor piano
- opus 5: Vijf duetten voor sopraan en alt
- opus 8: Sonate
- opus 12: Fantasie voor orkest In Leid und Freud (1860)
- opus 13: Deux morceaux caractéristiques (voor piano vierhandig)
- opus 15 tot en met 20: Leichte Charakterstücke voor piano
- opus 22: Miscellanées, trois morceaux faciles
- opus 24: Gefunden, voor bariton, mannenkoor en orkest
- ouverture Die Jungfrau von Orleans
- Symfonie nr. 1 in a mineur (1857, zelf gedirigeerd tijdens Eruditio Musica) , werd ook gespeeld in Felix Meritis te Amsterdam en in Duitsland
- Symfonie nr. 2 in F majeur (1858, zelf gedirigeerd tijdens Eruditio) werd ook gespeeld in Felix Meritis te Amsterdam en in Duitsland
- Symfonie nr. 3 (alleen genoemd door Geïllustreerd muzieklexicon)
- Koorsymfonie dan wel symfoniecantate De kroning van Keizer Karel V (1861); bekroond door de Maatschappij tot Bevordering der Toonkunst afdeling Amsterdam
- Aleida van Holland, opera (1866); libretto Ernst Pasqué, uitvoeringen door heel Nederland en een daaruit gehaalde romance voor bariton en orkest

Dat laatste werk kwam tot stand in een periode dat Thooft al goeddeels doof was.
Thooft staat bekend als een van de initiatiefnemers tot de oprichting van de Hoogduitse Opera in Rotterdam, die bestond tussen 1860 en 1891. Thoofts arm reikte tot in 1988 wanneer de akoestiek van het Concertgebouw (weer) ter sprake komt. Thooft zag nog voor de bouw begonnen was niets in een rechthoekige zaal met galerij, hij vreesde dat geluid er bleef hangen terwijl het andere plekken niet zou bereiken. Hij opteerde voor een (ei-)ronde zaal. Architect Dolf van Gendt kwam toch met een rechthoekige zaal maar met afgeronde balkons.